# Чеський національний корпус
Чеський національний корпус (ЧНК) (чес. Český národní korpus) — великий електронний корпус писемної та розмовної чеської мови, розроблений Інститутом Чеського національного корпусу (ICNC) на факультеті мистецтв Карлового університету в Празі. Корпус використовується для викладання та дослідження з корпусної лінгвістики. Його мета – систематично відображати чеську та інші мови в порівнянні з нею.

## Історія створення
Ідея щодо створення ЧНК була вперше висунута у 1991 році та підтримана представниками Факультету філософії Карлового університету, Факультету математики та фізики Карлового університету, Університету Масарика, Університету Палацького, Інституту чеської мови Академії наук Чехії.
Заснований був в 1994 році.
Передумовами для створення корпусу слугували такі фактори, як відхилення сучасної чеської мови від загальноприйнятих норм (створення корпусу допомогло б позбавити чеську лексикографію від подібних відхилень) і стабілізація політичної ситуації (ширша співпраця з міжнародною науковою спільнотою допомогла привнесенню комп′ютерної лексикографії та корпусної лінгвістики, як окремих гілок, у чеську лінгвістику).

## Укладачі
Станом на 10 вересня 2017 року над Чеським національним корпусом працюють:
- Директор Міхал Кршен
- Заступник директора Варцлав Цврчек
- Секретар Луціє Новакова
- Професор Франтішек Чермак
- Професор і голова секції діахронічного корпусу Карел Кучера
- Голова лінгвістичної секції Варцлав Цврчек
- Голова обчислювальної секції Павел Вондржичка
- Голова секції розмовного корпусу Марія Копршивова
- Голова секції лінгвістичного аналізу й анотацій Томаш Елінек
- Голова секції паралельного корпусу Александр Розен
- Та інші[2]

## Склад та об'єм корпусу
| Корпус письмових текстів | ~2705 млн слововживань |
| Корпус усних текстів     | ~4 млн слововживань    |
| Діахронічний корпус      | ~1,95 млн слововживань |
| Корпус іноземних мов     | ~6248 млн слововживань |
| Паралельний корпус       | ~92 млн слововживань   |

Загальний об’єм корпусу складає понад 9 млрд слововживань, з яких лематизовано і розмічено тегами ~8894,5 млн.

## Сфери уваги
Чеський національний корпус систематично зосереджується на таких сферах:
- Синхронні письмові корпуси: корпуси серії SYN відображають чеську мову 20-го та 21-го століття (особливо останніх двадцяти років) і становлять ядро проєкту. Тексти збагачуються метаданими, лематизацією та морфологічними тегами.
- Сучасна спонтанна розмовна чеська: корпуси серії ORAL містять сучасну, спонтанну розмовну мову, яка використовується в неформальних ситуаціях по всій Чехії (на відміну від підготовлених, переданих або написаних текстів, які зазвичай зустрічаються в розмовних корпусах).
- Багатомовний паралельний корпус: InterCorp – це великий корпус чеських текстів, узгоджених на рівні речення з перекладами на або з більш ніж 30 мов. Основу корпусу складають вирівняні вручну та вичитані художні тексти.
- Діахронічний корпус чеської мови: Корпус історичної чеської мови DIAKORP включає тексти з 14 століття. Сьогодні DIAKORP зосереджується на 19 столітті. Довгострокова мета DIAKORP полягає в тому, щоб створити корпус, що охоплює період з 1850 року по теперішній час, і поєднати дані з серією SYN.
- Спеціалізовані лінгвістичні дані: ICNC також бере участь у зборі мовних даних для конкретних дослідницьких цілей, включаючи DIALEKT (діалектне мовлення), CzeSL (тексти, написані людьми, які не є рідними, хто вивчає чеську), DEAF (чеські тексти, написані глухими), або Ієронім (перекладна і неперекладна чеська).